# Sascha Lobe
Sascha Lobe (* 1967 in Siegen) ist ein deutscher Grafiker, Designer, Typograph und Briefmarkengestalter.

## Leben und Werk
Lobe studierte an der Hochschule Pforzheim bei Uwe Lohrer. Während des Studiums und im Anschluss daran war er für verschiedene Gestaltungsbüros in Stuttgart, Berlin und Karlsruhe tätig.
Im Jahr 1999 gründete Lobe gemeinsam mit dem Architekten HG Merz in Stuttgart das Designbüro L2M3. Für den Briefmarken-Jahrgang 2014 der Bundesrepublik Deutschland gestaltete er die Marke „200. Geburtstag Julius Robert Mayer“. 
Ab 2009 zunächst Vertretungsprofessor, wurde er 2010 Professor für Typographie an der Hochschule für Gestaltung Offenbach am Main (HfG Offenbach).
Seit 2018 ist Lobe Partner der britischen Designagentur Pentagram und seit 2020 Head of Design der Architectural Association London.